# 프레디 린드스트롬
프레더릭 찰스 린드스트롬(Frederick Charles Lindstrom, 1905년 11월 21일 ~ 1981년 10월 4일)은 미국의 전 야구 선수이다. 메이저 리그 베이스볼(MLB)에서 1924년부터 1936년까지 뛰었다. 내셔널 리그 팀 뉴욕 자이언츠, 피츠버그 파이리츠, 시카고 컵스, 브루클린 다저스에서 활약했다. 1976년 명예의 전당에 입성했다.